# ラグビー・フットボール・リーグ
ラグビーフットボールリーグ（Rugby Football League、略称: RFL）は、イングランドにおけるプロラグビーリーグを統括する競技運営団体である。ラグビー・フットボール・リーグという名称は以前はRFLによって運営される主要なリーグ戦のことも指していた。この競技会はスーパーリーグ、チャンピオンシップ、およびリーグ1によって取って代わられた。
イギリスのサセックス公爵ハリー王子がラグビーフットボールリーグのパトロンである。
リーズのレッドホール（Red Hall）が本部である。ラグビーリーグイングランド代表、チャレンジカップ、およびラグビーリーグ・チャンピオンシップスを管理・運営する。社会人と年少者の試合はイギリスアマチュアラグビーリーグ協会（BARLA）と協力して管理・運営する。ラグビーフットボールリーグはラグビーリーグヨーロッパ連盟のメンバーであり、上級正会員としてフランスと共に理事会における拒否権を有する。RFLはコミュニティ委員会の一部であり、委員会にはBARLA、3軍連合（Combined Services）、イングランドスクールラグビーリーグ、および大学ラグビーリーグからの代議員もいる。
RFLは1895年8月に21のラグビーフットボール連合（ラグビー・フットボール・ユニオン、RFU）クラブの代表者によってハダーズフィールドにあるジョージ・ホテルでの会合で北部ラグビーフットボール連合（ノーザン・ラグビー・フットボール・ユニオン、NRFU）として設立された。1922年に名称をラグビーフットボールリーグに変更した。これは海外の姉妹組織オーストラリアン・ラグビー・フットボール・リーグおよびニュージーランド・ラグビー・フットボール・リーグに酷似している。
2011年のRFLの売上高は27百万ポンドと報告された。

## 歴史
1895年8月27日火曜日、マンチェスターにおける緊急会合の結果、主要なランカシャーのラグビークラブであったブロートン・レンジャーズ、リー、オールダム、ロッチデール・ホーネッツ、セント・ヘレンズ、ティルズリー、ウォリントン、ウィドネス、ウィガンが、北部連合を結成するヨークシャーの仲間の提案を支持すると宣言した。
2日後の1895年8月29日木曜日、21クラブの代表者らがジョージ・ ホテルで「北部ラグビーフットボール連合」（大抵はノーザン・ユニオンまたはNUと称される）を結成するために会合を開いた。21クラブはラグビーフットボール連合（RFU）からの脱退で合意したが、 デューズベリーはこの決定に従うことができないと感じた。チェシャーのクラブであるストックポートは新組織への研究を要求して会合に電話で参加し、2回目の会合に出席したチェシャーのクラブであるランコーンと共に正式に承認された。翌年からチャレンジカップを初めて開催。1908年、初めてナショナルチームを結成し、オーストラリアとニュージーランドで試合を行った。
創立メンバーの22クラブとそれぞれの創設年を以下の表に示す。

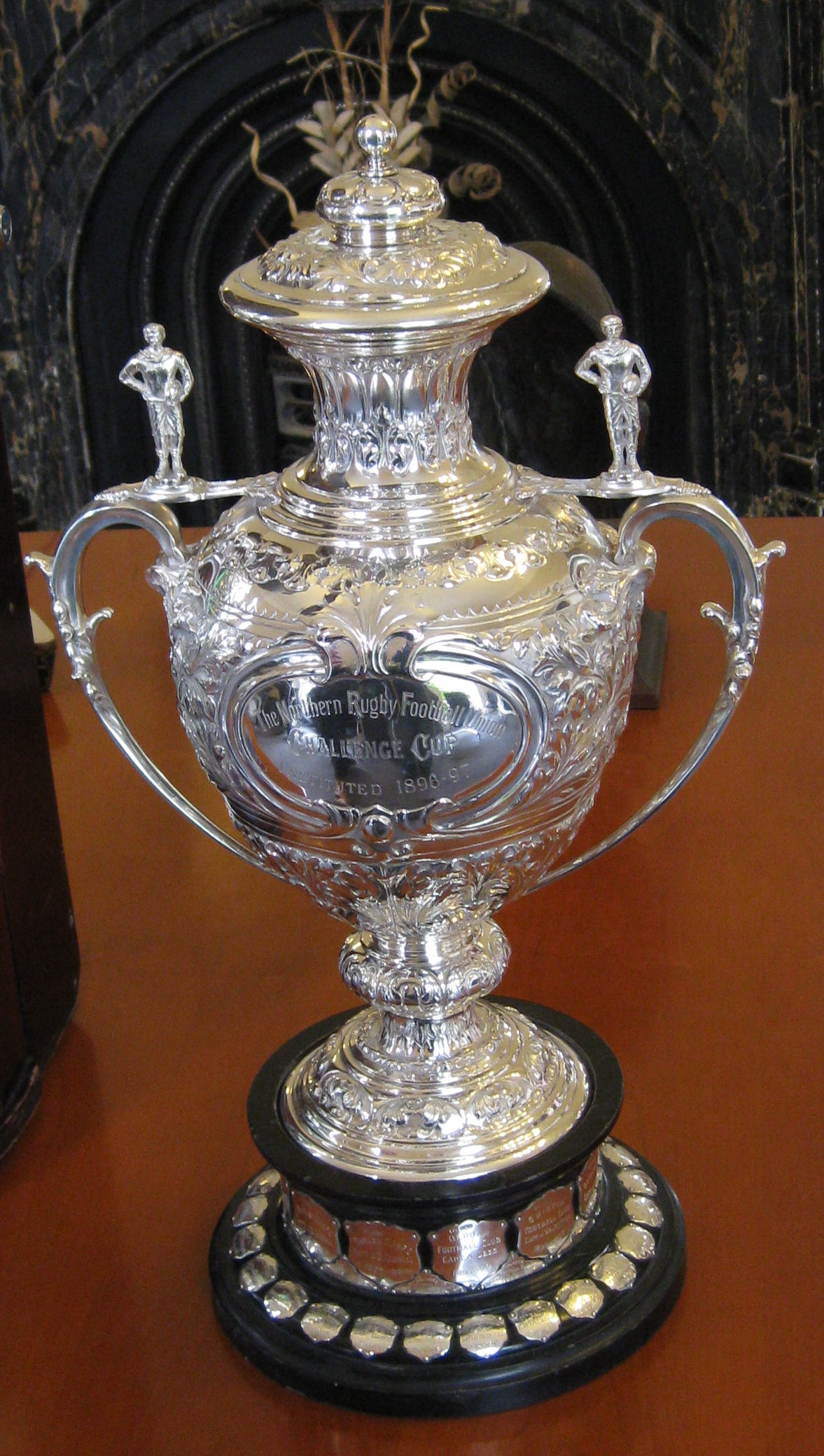
1896年の北部ラグビーフットボール連合チャレンジカップ

| RFL創立クラブ |                                 |        |                                                    |
| クラブカラー  | クラブ                          | 創設年 | シティ/タウン                                      |
|               | バットレーFC                    | 1880年 | バットレー（ウェスト・ヨークシャー）               |
|               | ブラッドフォードFC              | 1863年 | ブラッドフォード（ウェスト・ヨークシャー）         |
|               | ブリッグハウス・レンジャーズRFC | 1873年 | ブリッグハウス（ウェスト・ヨークシャー）           |
|               | ブロートン・レンジャーズFC      | 1877年 | ブロートン（ランカシャー）                         |
|               | ハリファックス                  | 1873年 | ハリファックス（ウェスト・ヨークシャー）           |
|               | ハダーズフィールドFC            | 1864年 | ハダーズフィールド（ウェスト・ヨークシャー）       |
|               | ハルFC                          | 1865年 | ハル（イースト・ライディング・オブ・ヨークシャー） |
|               | ハンスレットFC                  | 1883年 | リーズ（ウェスト・ヨークシャー）                   |
|               | リーズFC                        | 1864年 | リーズ（ウェスト・ヨークシャー）                   |
|               | リーFC                          | 1878年 | リー（ランカシャー）                               |
|               | リバーセッジRFC                 | 1877年 | リバーセッジ（ウェスト・ヨークシャー）             |
|               | マニンガムFC                    | 1876年 | ブラッドフォード（ウェスト・ヨークシャー）         |
|               | オールダムFC                    | 1876年 | オールダム（ランカシャー）                         |
|               | ロッチデール・ホーネッツFC      | 1871年 | ロッチデール（ランカシャー）                       |
|               | ランコーンRFC                   | 1895年 | ランコーン（チェシャー）                           |
|               | セント・ヘレンズRFC             | 1873年 | セント・ヘレンズ（ランカシャー）                   |
|               | ストックポートRFC               | 1884年 | ストックポート（チェシャー）                       |
|               | ティルズリーFC                  | 1879年 | ティルズリー（ランカシャー）                       |
|               | ウェイクフィールド・トリニティ  | 1873年 | ウェイクフィールド（ウェスト・ヨークシャー）       |
|               | ウォリントンFC                  | 1876年 | ウォリントン（ランカシャー）                       |
|               | ウィドネスFC                    | 1875年 | ウィドネス（ランカシャー）                         |
|               | ウィガンFC                      | 1872年 | ウィガン（ランカシャー）                           |

## 主な大会
- スーパーリーグ
- ラグビーリーグ・チャレンジカップ
- チャンピオンシップ (ラグビーリーグ)
- チャンピオンシップカップ